# Lingoni (Fluss)
Lingoni ist ein Fluss auf Anjouan, einer Insel der Komoren in der Straße von Mosambik.

## Geographie
Der Fluss entsteht bei Lingoni aus zahlreichen Quellbächen in den Berghängen von Trindrini und Mont Ntringui auf ca. 800 m Höhe, unter anderem an den Hängen von Madzirikini und Hasiaka und im Tal Digo, südlich des Dzialandzé. Während die Quellbäche (Hamkolo, Haytsori), vor allem aus der Flanke des Trindrini erst eine ganze Strecke nach Westen verlaufen, windet sich der Fluss durch sein tiefes Tal nach Süden. Im Unterlauf ist das Tal stark besiedelt und landwirtschaftlich genutzt. Im Verlauf fließen ihm die Bäche Démedza (l, W), Mro Bouni (l, W) zu. Bei Pomoni mündet der Fluss am Nordrand einer breiten Mündungsebene, wo auch die Flüsse Gnavivi und Mouavou in der Nähe in den Ozean münden.